# Chiesa di San Carlo Borromeo (Scandiano)
La chiesa di San Carlo Borromeo è un edificio di culto cattolico situato a Ca de' Caroli, frazione di Scandiano, in provincia di Reggio Emilia e diocesi di Reggio Emilia-Guastalla; fa parte del vicariato della Valle del Secchia. Essa è una chiesa sussidiaria della chiesa di Santa Maria Assunta.

## Storia
La chiesa è relativamente giovane. Essa è stata costruita tra il 1938 e il 1941 su progetto dell’ingegner Cagliari.

## Architettura
La chiesa presenta un'aula rettangolare, senza cappelle laterali, che termina con un presbiterio rialzato. Sulla parete di fondo è presente un'abside semicircolare con un Crocifisso. La facciata dell'edificio è tripartita, con la porta d'ingresso sormontata da un'iscrizione con il nome del santo titolare.